# Corrective and Preventive Action
Corrective and Preventive Action eller Corrective and Preventative Action (förkortat CAPA) är en väsentlig del i ett ledningssystem som bland annat ingår i God tillverkningssed (Good Manufacturing Practice). Varje avvikelse ska dels korrigeras och dels förhindras genom att utreda orsakerna till avvikelsen. 
Ledningssystem kan beskrivas i fyra faser som övergår i varandra:
- Planera övergår i:
- Utför övergår i:
- Kontrollera övergår i:
- Agera

I en utredning enligt CAPA försöker man hitta grundorsaken till problemet. Denna grundorsak ska förebyggas genom att införa åtgärder (till exempel tekniska lösningar eller nya rutiner) som förhindrar att samma fel uppstår igen.